# Darren Beckford
Darren Richard Lorenzo Beckford (Moss Side, 12 maggio 1967) è un ex calciatore inglese, di ruolo attaccante.

## Biografia
Anche suo fratello Jason e suo nipote Ethan (figlio di Jason) sono stati dei calciatori professionisti.

## Caratteristiche tecniche
Era un attaccante atletico, dotato sia di buona velocità che di forza fisica e di un'elevazione notevole.

## Carriera
Inizia la carriera nelle giovanili del Manchester City, con cui nella stagione 1984-1985 all'età di 17 anni esordisce tra i professionisti, giocando 4 partite nella seconda divisione inglese; nella seconda parte della stagione viene tra l'altro ceduto in prestito al Bury, con cui mette a segno 5 reti in 12 presenze in terza divisione. Tornato dal prestito, rimane al City (nel frattempo promosso in prima divisione) per altre 2 stagioni: non riuscendo però a giocare con continuità (gioca infatti in totale solamente 7 partite di campionato), nella seconda parte della stagione 1986-1987 viene acquistato da John Rudge, allenatore del Port Vale, per 15000 sterline. La sua avventura con i Valiants inizia nel migliore dei modi, dato che nei pochi mesi rimasti al termine della stagione 1986-1987 realizza 4 reti in 11 presenze. Nella stagione 1987-1988, pur giocando con grande continuità (40 partite in campionato più 10 nelle coppe nazionali) segna solamente 10 reti (9 in campionato ed una in FA Cup, bottino che nonostante tutto è sufficiente per far di lui il capocannoniere stagionale del club alla pari con il compagno di reparto David Riley), mentre a partire dalla stagione 1988-1989, all'età di 21 anni, inizia a segnare con grande regolarità, imponendosi come il miglior attaccante nella rosa del Port Vale, con cui conquista una promozione in seconda divisione, contribuendovi con 20 reti in 42 presenze (più 3 reti in 4 presenze nei play-off, oltre ad un assist per il gol decisivo di Robbie Earle nella finale contro i Bristol Rovers). Anche nelle 2 successive stagioni in seconda divisione continua a viaggiare sulle medesime medie realizzative: nella Second Division 1989-1990 totalizza infatti 42 presenze e 17 reti, mentre nel campionato successivo va in rete per 21 volte in 43 presenze. Nelle'estate del 1991 viene ceduto per 925000 sterline (200000 delle quali andate al Manchester City per una clausola legata al suo precedente trasferimento) al Norwich City, club di prima divisione. Per sostituirlo i Valiants acquistano tra gli altri anche suo fratello Jason, che però non avrà nel club lo stesso successo di Darren, autore di 81 reti in 214 presenze in partite ufficiali con il club.
Nella sua prima stagione al Norwich City Beckford gioca spesso da titolare, totalizzando 30 presenze e 7 reti in campionato (inclusa una tripletta in una vittoria per 4-3 contro l'Everton, decisiva per la salvezza dei Canaries), a cui aggiunge anche 6 presenze e 4 reti in Coppa di Lega; nonostante ciò, il suo rendimento discontinuo alla lunga lo porta a perdere il posto in squadra: nella stagione 1992-1993, nella quale il club ottiene un terzo posto in classifica lottando fin nel finale di stagione per la vittoria del titolo, Beckford gioca infatti solamente 8 partite di campionato, segnandovi peraltro una rete, in una vittoria per 3-2 contro l'Aston Villa (che chiuderà il campionato al secondo posto in classifica). Nella sessione invernale di calciomercato passa per 300000 sterline all'Oldham Athletic, altro club di prima divisione, dove conclude la stagione segnando 3 reti in 7 partite di campionato. Nella stagione successiva, conclusa con la retrocessione del club in seconda divisione, va invece a segno per 6 volte in 22 presenze: si tratta però della sua ultima stagione ad alti livelli, dal momento che l'anno seguente gioca solamente 3 partite, mentre nella stagione 1995-1996 segna 2 reti in 20 partite, ancora in seconda divisione come nell'anno precedente. Nella parte finale della stagione viene peraltro svincolato dall'Oldham, accasandosi poi agli scozzesi dell'Hearts: con il club di Edimburgo gioca 7 partite senza mai segnare nella prima divisione scozzese, offrendo in compenso un buon rendimento in Coppa di Lega, competizione in cui con 2 reti (nei quarti di finale contro il St. Johnstone ed in semifinale contro il Dundee) contribuisce al raggiungimento della finale della competizione, persa per 4-3 contro i Rangers, nella quale scende peraltro anche in campo subentrando dalla panchina. Le 2 stagioni successive sono caratterizzate da una lunga serie di periodi in prova e contratti a breve termine con numerosi club (8 in tutto) delle serie minori inglesi, della prima divisione gallese (il The New Saints, con cui segna una rete in 4 presenze) e addirittura in campionati Non-League inglesi (Southport, Rushden & Diamonds e Bacup Borough): in questi 2 anni oltre alle partite nel TNS gioca in tutto 10 incontri nella terza divisione inglese (senza reti all'attivo), oltre ad alcune presenze in varie coppe nazionali inglesi, senza comunque mai trovare una vera continuità (in questa fase finale della sua carriera non resta mai infatti in nessun club per più di qualche mese). Si ritira al termine della stagione 1997-1998, all'età di 31 anni.